# René Schérer
René Schérer (Tulle, 25 novembre 1922 – Châtillon, 2 febbraio 2023) è stato un filosofo francese.
È stato uno fra i principali attori della filosofia in Francia, compagno di filosofi e artisti come François Châtelet, Olivier Revault d'Allonnes, Gilles Deleuze, Félix Guattari, Jean-François Lyotard, Michel Foucault, Guy Hocquenghem, Georges Lapassade, Kateb Yacine. Ex allievo dell'École Normale Supérieure, professore dell'Université de Paris-VIII, fratello del cineasta Éric Rohmer, Schérer si è occupato di filosofia della comunicazione, di fenomenologia husserliana, di ospitalità e di Charles Fourier.
È noto soprattutto per la sua critica radicale della pedagogia occidentale, che definisce come un'azione ideologica che manovra e castra il bambino. L'Emilio pervertito è una sua opera del 1974 dove, criticando quello che chiama il vizio pedagogico, riflette sull'esclusione del desiderio tanto del maestro quanto del bambino dalle relazioni d'insegnamento e, più in generale, sulla separazione del mondo adulto da quello infantile.

## Opere
- Husserl, sa vie, son œuvre (avec Arion Lothar Kelkel), Paris, PUF, 1964, coll. « Philosophes »
- Structure et fondement de la communication humaine, Paris, SEDES, 1966.
- La phénoménologie des Recherches logiques de Husserl, PUF, 1967
- Charles Fourrier ou la Contestation globale, Seghers, 1970 (nuova ed. Séguier, 1996)
- Philosophies de la communication, S.E.E.S., 1971
- Heidegger ou l'Expérience de la pensée, Seghers, 1973
- Émile perverti ou des Rapports entre l'éducation et la sexualité, Laffont, 1974 (nuova ed. Désordres-Laurence Viallet, 2006). Edizione italiana: Emilio pervertito o Dei rapporti tra educazione e sessualità, cur. Lorenzo Petrachi, tr. Luisa Muraro, Napoli-Salerno: Orthotes, 2023.
- Co-Ire: album systématique de l'enfance, revue Recherches, n°22, 1976 (con Guy Hocquenghem). Edizione italiana: Co-Ire: Album sistematico dell'infanzia, tr. it. di Luisa Muraro,Feltrinelli, Milano, 1982.
- Une érotique puérile, Galilée, 1978
- L'Emprise: des enfants entre nous, Hachette, 1979
- L'âme atomique: pour une esthétique d'ère nucléaire, Albin Michel, 1986 (con Guy Hocquenghem)
- Pari sur l'impossible: études fouriéristes, PUV, 1989
- Zeus hospitalier: éloge de l'hospitalité, Armand Colin, 1993 (nuova ed. La Table ronde, 2005)
- Utopies nomades: en attendant 2002, Séguier, 1998
- Regards sur Deleuze, Kimé, 1998
- Un parcours critique: 1957-2000, Kimé, 2000
- Enfantines, Anthropos, 2002
- Hospitalités, Anthropos, 2004
- Vers une enfance majeure, La Fabrique, 2006
- Passages pasoliniens, Presses universitaires de Lille III, 2006 (con Giorgio Passerone)
- Après tout. Entretiens sur une vie intellectuelle, Editions Cartouche, 2007 (colloquio con Geoffroy de Lagasnerie)
- Criminalisation de l'Immigration. Répression Policiere : Arguments pour l'Emancipation Sociale (avec Daniel Guiraud, Maurice Rajfus et Patrick Schindler), Paris, Editions du Monde Libertaire, 2006
- Après tout. Entretiens sur une vie intellectuelle (avec Geoffroy de Lagasnerie), Paris, Cartouche, 2007
- Pour un nouvel anarchisme, Paris, Cartouche, 2008
- Nourritures anarchistes. L’anarchisme explosé, Paris, Hermann, 2009
- Petit alphabet impertinent, Paris, Hermann, coll. « Hermann Philosophie », 2014
- En quête de réel. Réflexions sur le droit de punir, le fouriérisme et quelques autres thèmes – Entretien avec Tony Ferri, Paris, L'Harmattan, 2014
- Fouriériste aujourd'hui, suivi de Études et témoignages, sous la dir. de Yannick Beaubatie, Tulle, Éditions Mille Sources, 2017